# Un diavolo di angelo
Un diavolo di angelo (Angel from Hell) è una sitcom statunitense di genere fantasy creata da Tad Quill che, dopo essere stata ordinata l'8 maggio 2015 dalla CBS, ha debuttato il 7 gennaio 2016. Dopo soli 5 episodi trasmessi la serie è stata cancellata e tolta dal palinsesto della CBS.
Dal 2 al 23 luglio 2016, vengono trasmessi i restanti 7 episodi della stagione.
La trama vede protagonista un angelo di nome Amy, che veglia come una guardiana su Allison, stringendo con la ragazza un'insolita amicizia.

## Trama
Allison è una dermatologa di successo che, nonostante la recente morte della madre, si sta trasferendo in una casa insieme al suo fidanzato Evan, un creatore di app disoccupato. La sua vita viene stravolta con l'arrivo di Amy, una donna dall'aspetto trasandato e dall'atteggiamento eccentrico, che rivela di essere il suo angelo custode ma, soprattutto, che il suo ragazzo la tradisce con la sua migliore amica, Jill. Inizialmente Allison è scettica, ma le insinuazioni si rivelano fondate e inoltre, dopo aver sperimentato che Amy conosce molte cose riservate su di lei e che compare nelle sue foto di infanzia senza avere un aspetto ringiovanito, comincia a credere alle parole dell'angelo.

## Personaggi
- Amy, interpretata da Jane Lynch, è un misterioso ed eccentrico individuo che si dichiara essere un angelo. Ha un'eccellente memoria e abilità quasi chiaroveggenti. Si pensa abbia vegliato su Allison fin dalla nascita.[4][5][6]
- Allison Fuller, interpretata da Maggie Lawson, è una dermatologa perfezionista dalla vita piena di impegni. Pensa che Amy sia pazza, finché non scopre che conosce molte cose su di lei e sul suo futuro.[4][7][8]
- Brad Fuller, interpretato da Kyle Bornheimer, è il fratello minore di Allison, donnaiolo che vive nel suo garage.[4]
- Marv Fuller, interpretato da Kevin Pollak, è un dermatologo, padre e capo di Allison.[4]

## Episodi
| Stagione       | Episodi | Prima TV USA | Prima TV Italia |
| -------------- | ------- | ------------ | --------------- |
| Prima stagione | 13      | 2016         | 2017            |